# Número de potencia
El número de potencia ({\displaystyle \mathrm {N_{p}} }) (también conocido como número de Newton) es un número adimensional comúnmente utilizado que relaciona la potencia de resistencia con la potencia de inercia.

## Simbología
| Símbolo                          | Nombre                         | Unidad  |
| -------------------------------- | ------------------------------ | ------- |
| {\displaystyle \mathrm {N_{p}} } | Número de potencia             |         |
| {\displaystyle L}                | Longitud                       | m       |
| {\displaystyle P}                | Potencia                       | W       |
| {\displaystyle d}                | Dimensión de área del agitador | m       |
| {\displaystyle n}                | Velocidad de rotación          | s-1     |
| {\displaystyle u}                | Velocidad                      | m / s   |
| {\displaystyle \rho }            | Densidad del fluido            | kg / m3 |

## Descripción
El número de potencia tiene diferentes especificaciones según el campo de aplicación. Por ejemplo, para agitadores el número de potencia se define como:
{\displaystyle \mathrm {N_{p}} ={\frac {\text{Potencia de resistencia}}{\text{Potencia de inercia}}}}
|                                                                              | 1 | 2 | 3 |
| ---------------------------------------------------------------------------- | --- | --- | --- |
| Ecuaciones                                                                   | {\displaystyle \mathrm {N_{p}} ={\frac {P}{m\ u\ (u/L)\ u}}}                                                       | {\displaystyle u=n\ L}                                                                                             | {\displaystyle \rho ={\frac {m}{d^{2}\ L}}}                                                                        |
| Simplificando                                                                | {\displaystyle \mathrm {N_{p}} ={\frac {P\ L}{m\ u^{3}}}}                                                          | | |
| Sustituyendo                                                                 | {\displaystyle \mathrm {N_{p}} ={\frac {P\ L}{m\ n^{3}\ L^{3}}}}                                                   | {\displaystyle \mathrm {N_{p}} ={\frac {P\ L}{m\ n^{3}\ L^{3}}}}                                                   | |
| Multiplicando {\displaystyle {\Bigl (}{\frac {d^{2}\ L}{d^{2}\ L}}{\Bigr )}} | {\displaystyle \mathrm {N_{p}} ={\frac {P\ L}{m\ n^{3}\ L^{3}}}{\Bigl (}{\frac {d^{2}\ L}{d^{2}\ L}}{\Bigr )}}     | {\displaystyle \mathrm {N_{p}} ={\frac {P\ L}{m\ n^{3}\ L^{3}}}{\Bigl (}{\frac {d^{2}\ L}{d^{2}\ L}}{\Bigr )}}     | |
| Ordenando                                                                    | {\displaystyle \mathrm {N_{p}} ={\Bigl (}{\frac {d^{2}\ L}{m}}{\Bigr )}{\frac {P}{n^{3}\ L^{3}\ d^{2}}}}           | {\displaystyle \mathrm {N_{p}} ={\Bigl (}{\frac {d^{2}\ L}{m}}{\Bigr )}{\frac {P}{n^{3}\ L^{3}\ d^{2}}}}           | |
| Sustituyendo                                                                 | {\displaystyle \mathrm {N_{p}} ={\frac {P}{\rho \ n^{3}\ L^{3}\ d^{2}}}}                                           | {\displaystyle \mathrm {N_{p}} ={\frac {P}{\rho \ n^{3}\ L^{3}\ d^{2}}}}                                           | {\displaystyle \mathrm {N_{p}} ={\frac {P}{\rho \ n^{3}\ L^{3}\ d^{2}}}}                                           |
| Multiplicando {\displaystyle {\Bigl (}{\frac {d\ L}{d\ L}}{\Bigr )}^{3}}     | {\displaystyle \mathrm {N_{p}} ={\Bigl (}{\frac {d\ L}{d\ L}}{\Bigr )}^{3}{\frac {P}{\rho \ n^{3}\ L^{3}\ d^{2}}}} | {\displaystyle \mathrm {N_{p}} ={\Bigl (}{\frac {d\ L}{d\ L}}{\Bigr )}^{3}{\frac {P}{\rho \ n^{3}\ L^{3}\ d^{2}}}} | {\displaystyle \mathrm {N_{p}} ={\Bigl (}{\frac {d\ L}{d\ L}}{\Bigr )}^{3}{\frac {P}{\rho \ n^{3}\ L^{3}\ d^{2}}}} |
| Simplificando                                                                | {\displaystyle \mathrm {N_{p}} ={\Bigl (}{\frac {d}{L}}{\Bigr )}^{3}{\frac {P}{\rho \ n^{3}\ d^{5}}}}              | {\displaystyle \mathrm {N_{p}} ={\Bigl (}{\frac {d}{L}}{\Bigr )}^{3}{\frac {P}{\rho \ n^{3}\ d^{5}}}}              | {\displaystyle \mathrm {N_{p}} ={\Bigl (}{\frac {d}{L}}{\Bigr )}^{3}{\frac {P}{\rho \ n^{3}\ d^{5}}}}              |

{\displaystyle \mathrm {N_{p}} ={\Bigl (}{\frac {d}{L}}{\Bigr )}^{3}{\frac {P}{\rho \ n^{3}\ d^{5}}}}